# Тарховский сельский округ (Московская область)
Тарховский сельский округ — упразднённая административно-территориальная единица, существовавшая на территории Клинского района Московской области в 1994—1995 годах.
Тарховский сельсовет был образован в первые годы советской власти. По данным 1920 года он входил в состав Петровской волости Клинского уезда Московской губернии.
В 1926 году Тарховский с/с включал село Тархово, деревни Княгинино, Кобылино, Милухино, Рыково и Тарасово.
В 1929 году Тарховский с/с был отнесён к Клинскому району Московского округа Московской области.
4 апреля 1939 года в Тарховском с/с селение Рыково было переименовано в Нагорное.
20 августа 1939 года Тарховский с/с был передан в новый Высоковский район.
7 декабря 1957 года Высоковский район был упразднён и Тарховский с/с был возвращён в Клинский район.
27 августа 1958 года из Петровского с/с в Тарховский были переданы селения Александрово, Елгозино, Парфенькино и Пупцево.
1 февраля 1963 года Клинский район был упразднён и Тарховский с/с был передан в Солнечногорский сельский район. 11 января 1965 года Тарховский с/с был возвращён в восстановленный Клинский район.
10 марта 1975 года к Тарховскому с/с был присоединён Новиковский с/с.
3 февраля 1994 года Тарховский с/с был преобразован в Тарховский сельский округ.
1 марта 1995 года Тарховский с/о был упразднён, а его территория преобразована в Елгозинский с/о.